# Stahlhelm, Bund der Frontsoldaten

Logo

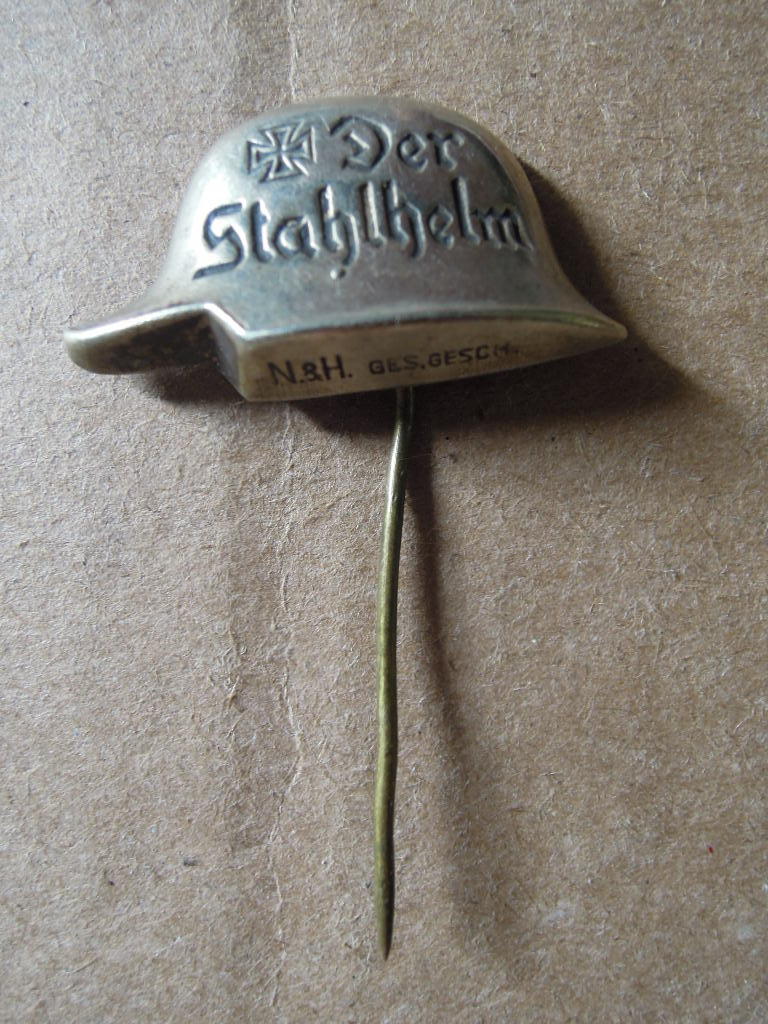
Przypinka

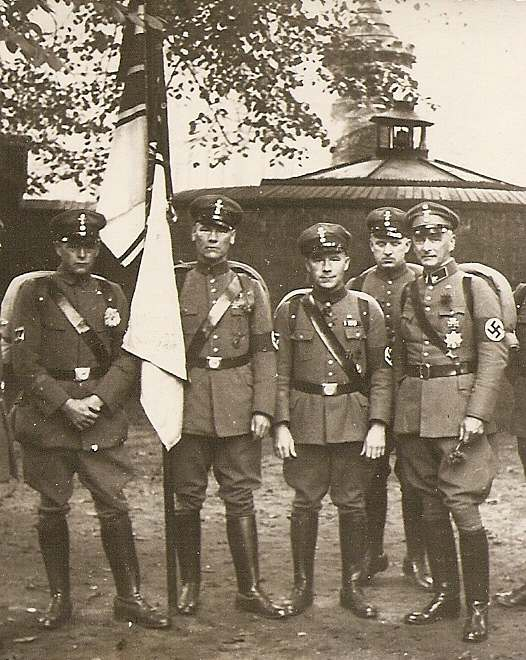
Mundury Stahlhelmu, około 1934

Stahlhelm (pol. Hełm stalowy), pełna nazwa: Stahlhelm, Bund der Frontsoldaten (pol. Hełm stalowy, Związek Żołnierzy Frontowych) – skrajnie prawicowa niemiecka paramilitarna, nacjonalistyczna i antyrepublikańska organizacja uczestników I wojny światowej, założona 25 grudnia 1918 r. przez Franza Seldtego. Przywódcą organizacji powstałej w Magdeburgu był Theodor Duesterberg. 

## Przed II wojną światową
Stahlhelm powstał w celu zwalczania ruchu socjalistycznego i komunistycznego biorąc udział w walkach Freikorpsu i będąc finansowanym przez wielką burżuazję niemiecką. Od 1925 wraz z konserwatywno-nacjonalistyczną Niemiecką Narodową Partią Ludową (DNVP) i Narodowosocjalistyczną Niemiecką Partią Robotników (NSDAP) dążył do obalenia rządów Republiki Weimarskiej. W połowie lat 20. Stalowe Hełmy liczyły 300 000 członków. W 1927 r. 132 000 umundurowanych przedstawicieli „Stalowych Hełmów” wzięło udział w paradzie w Berlinie będącej demonstracją ich lojalności wobec starego porządku. W roku 1929 włączył się do przeciwników Planu Younga. Organizacja przyłączyła się również do prawego skrzydła frontu harzburskiego przeciw Republice Weimarskiej. W roku 1930 liczyła 500 tysięcy członków i była największą organizacją paramilitarną Republiki Weimarskiej. 
26 kwietnia 1933 r., po długich negocjacjach, lider Stalowego Hełmu Franz Seldte wstąpił do Partii Nazistowskiej i poddał Stalowy Hełm politycznemu kierownictwu Adolfa Hitlera, uzyskawszy zapewnienie, że nadal będzie mógł funkcjonować jako niezależna organizacja weteranów wojennych. Stalowy Hełm nadal pełnił funkcję rezerwy armii oraz stowarzyszenia pomocy dla weteranów. Przeciwnicy tego ruchu, na przykład współprzywódca organizacji Theodor Duesterberg, zostali z niej wyrzuceni w trybie doraźnym. 
W roku 1934 w okresie ujednolicania życia społecznego, politycznego i instytucjonalnego w nazistowskich Niemczech przemianowany na Nationalsozialistischer Deutscher Frontkämpferbund (pol. Narodowosocjalistyczny Związek Bojowników Frontowych), zintegrowany ze Sturmabteilung (SA), a następnie rozwiązany w 1935.

## Po roku 1945
W roku 1951 Stahlhelm został ponownie założony w zachodnioniemieckiej Kolonii. W 1953 jego przewodniczącym został feldmarszałek Albert Kesselring. Organizacja nie zdobyła większych wpływów.